# روبرت غرانت (روائي)
روبرت غرانت (بالإنجليزية: Robert Grant)‏ (24 يناير 1852، بوسطن في الولايات المتحدة - 19 مايو 1940، بوسطن في الولايات المتحدة)؛ قاضي، محامي وروائي أمريكي.

## روابط خارجية
- روبرت غرانت على موقع قاعدة بيانات برودواي على الإنترنت (الإنجليزية)
- روبرت غرانت على موقع إن إن دي بي (الإنجليزية)